# Torre San Leonardo
La torre San Leonardo è una torre costiera sita nel comune di Ostuni, sulla costa adriatica; essa ricade nel parco naturale regionale Dune costiere da Torre Canne a Torre San Leonardo, riserva naturale regionale.

## Storia
Il sito scelto per l'edificazione della torre era già noto nel passato. Il luogo è citato come Mutatio ad Decimum, ossia una stazione di posta per il cambio dei cavalli sulla via Traiana in epoca romana tra la città di Egnazia e la mansio Speluncas (Torre Santa Sabina) prima di giungere a Brindisi. La località viene citata anche nelle tappe dell'Itinerarium Burdigalense (Diciassettesima Parte). I frequenti attacchi da parte ottomana o provenienti da altre aree del Mediterraneo che interessarono il territorio della Terra d'Otranto nel corso dei secoli e con particolare violenza dalla fine del XV secolo, costrinsero alla realizzazione di numerosi punti di vedetta e difesa su tutto il litorale salentino, compresa la zona della via traiana nelle vicinanze di Ostuni .
La torre, che indicava anche il confine settentrionale della Terra d'Otranto sul versante adriatico, e per tale ragione era detta anche del Pilone, fu costruita dagli Aragonesi. In seguito viene definitivamente denominata torre di San Leonardo in quanto ricadeva nel terreno di proprietà dell'abbazia di San Leonardo di Siponto. La torre fu progettata per essere abbondantemente armata e dunque non aveva solo funzione di avvistamento ma anche di difesa. 
L'Archivio di Stato di Napoli riporta: «Il maestro Scipione Lopes di Gallipoli, in virtù di lettere del 9 settembre 1567 spedite dalla R. Camera (In litterarum Curie 40 N. 207) e di mandato spedito il 27 dello stesso mese dal viceré delle province di Terra d'Otranto e di Bari, il 9 ottobre 1567 riceve a bon conto dal Percettore provinciale Giovanni Bonori 100 ducati per la costruzione della torre di S. Leonardo». La torre fu ultimata nel 1569 e realizzata di forma quadrata proprio per consentire l'utilizzo di più cannoni.

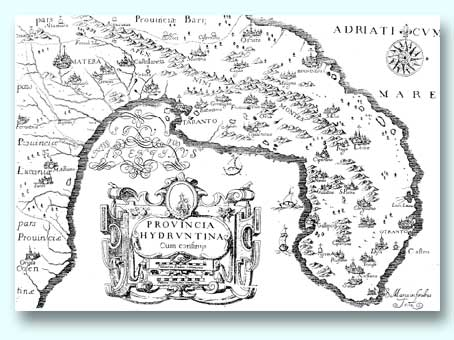
Mappa con i confini della Terra d'Otranto

Nel 1579 fu finalmente dotata di artiglieria proveniente da Lecce.
Dal 1663, con il distacco del materano assegnato alla Basilicata, essa fu il limite nord della divisione amministrativa della Terra d'Otranto prima del Regno di Sicilia, poi del Regno di Napoli e infine del Regno delle Due Sicilie. Nel 1927 durante il Regno d'Italia furono mutati i confini con l'istituzione della provincia di Brindisi.
Cessata la sua funzione originaria, la torre è stata restaurata senza attenzioni storico-artiistiche per la struttura e i materiali, e il suo aspetto completamente rimaneggiato. L'unica parte originale è il basamento inferiore, troncopiramidale, lato-mare della struttura, sul lato posteriore. Dal XIX secolo a oggi il suo aspetto e destinazione d'uso è di abitazione privata.